# Dagobertmacka

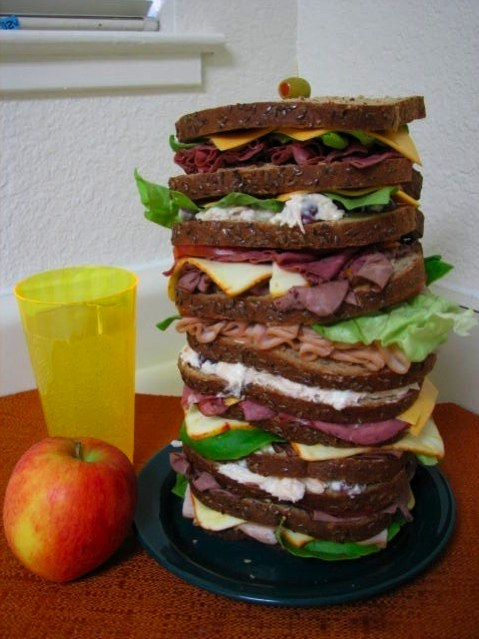
Dagobertmacka

Dagobertmacka eller Dagobertsmörgås (engelska: Dagwood sandwich) är en tjock sandwich, bestående av flera lager och olika pålägg. Namnet kommer av seriefiguren Dagobert Krikelin i "Blondie" som både tillreder och äter smörgåstypen. Smörgåsen fick – i vart fall på engelska – sitt namn på 1970-talet.
Bull's Presstjänst AB gav 1950 ut Blondie's kokbok. På bokens skyddsomslag står att Chic Young gjort Dagoberts sandwiches till ett begrepp. Ordet Dagobertmacka användes 1966 då presidenten för Svenska serieakademin bjöd på Kalle Anka-drinkar och Dagobertmackor vid en prisutdelning på Galleri Karlsson.